# Gnophos zejae
Gnophos zejae är en fjärilsart som beskrevs av Eugen Wehrli 1953. Gnophos zejae ingår i släktet Gnophos och familjen mätare. Inga underarter finns listade i Catalogue of Life.